# Letiště Okajama
Letiště Okajama (japonsky 岡山空港 – Okajama kúkó, IATA: OKJ, ICAO: RJOB) je mezinárodní letiště u Okajamy v prefektuře Okajamě v Japonsku. Leží ve vzdálenosti přibližně dvanácti kilometrů sevezápadně od centra Okajamy.
Mezinárodní spojení odsud létají například do Jižní Korey (letiště Inčchon), Čínské republiky (letiště Tchaj-wan Tchao-jüan), Čínské lidové republiky (letiště Šanghaj Pchu-tung) a na Guam.